# Neobisium simoni
Neobisium simoni es una especie de arácnido del orden Pseudoscorpionida de la familia Neobisiidae. Presenta las subespecies:
- Neobisium simoni petzi
- Neobisium simoni simoni

## Distribución geográfica
Se encuentra en Europa.